# Gender ve výchově a vzdělávání
Gender ve výchově a vzdělávání - neexistuje jednotná definice na to, co je gender ve výchově a vzdělávání, a tak pro jeho ujasnění je nutné nejprve zodpovědět, co je samotný pojem gender. Gender se dá shrnout jako rozdíly ve vlastnostech a chování obou pohlaví, které jsou sociálně a kulturně podmíněny. Tyto rozdíly se projevují v různých dobách, v různých společnostech a různých sociálních skupinách - je tedy dočasným stupněm vývoje sociálních vztahů mezi muži a ženami. Rozdíly ve vlastnostech a chování obou pohlaví se utváří již v průběhu socializace, kdy se vytváří vlastní identita jedince. Rozdílné hodnocení genderově typických projevů se děti učí nejprve v rodině, kde má příležitost napodobovat reprezentanty obou genderových rolí a současně je vzhledem ke svému pohlaví určitým způsobem vychováváno. Děti tak brzy zjišťují, co je od nich očekáváno (za jaké očekávání budou odměněny a za jaké naopak zesměšněny či kritizovány). Genderové zatížení se však projevuje i ve vzdělávacích institucích, kdy rozdílný přístup k dívkám a chlapcům  můžeme zaznamenat jednak u samotné autority učitele, ale i například ve vybavení vzdělávacích zařízení. 

## Genderové role - vlastnosti obou pohlaví z nich vyplývající
- Chlapci -  více průbojnější, statečnější a nezávislejší.
- Dívky - více orientované na domov, citlivější, celkově jsou považovány jako slabší pohlaví.

## Gender v rodině
Rodina má významný podíl na socializaci dítěte a utváření jeho identity. Rozdílný přístup k chlapcům a dívkám bývá zaznamenán již po jejich narození, např. u miminek jsou jednotlivá pohlaví rozlišena jednotlivými barvami dupaček - typická barva pro holčičky je růžová, pro chlapce pak modrá. Rozdíly jsou spatřovány také v komunikaci a celkovém přístupu rodičů k dětem.
Ruth Hartleyová označuje čtyři procesy socializace, které jsou důležité pro vývoj utváření genderových rolí:
1. Proces manipulace - např. matka svou dceru obléká do dívčích šatů, češe ji apod. Dítě tak přejímá „matčin pohled na sebe sama.”
2. Zaměřování pozornosti dětí na určité objekty - projeví se  v období, kdy dítě přijde do styku s hračkami, které jsou odlišné pro každé pohlaví; typické hračky pro chlapce jsou například autíčka nebo stavebnice, dívky si naopak hrají nejčastěji s panenkami nebo kuchyňskými soupravami.
3. Verbální pojmenování - dívky bývají často spojovány s pojmenováním „hodná holčička,”  chlapci „zlobivý kluk.” V této souvislosti se můžeme setkat s až stereotypním rčením „chlapi nebrečí.” Dítě si tedy utváří svou vlastní identitu i na základě toho, co od něj společnost očekává.
4. Aktivita - děti se setkávají s činnostmi, které jsou odlišné pro ženy a muže. Dívky jsou většinou více podněcovány k domácím pracím, je běžné, že musí pomáhat s úklidem nebo mytím nádobí. Naopak chlapci s úklidem nemusí tolik pomáhat, plní drobnější funkce, jako jsou vynášení odpadků, apod. V pozdějším věku jsou pak zapojeni do prací, které se týkají údržby domu, zahrady, apod.

## Gender v pohádkách
V dětství jsou dívky a chlapci také velmi ovlivňovány pohádkami, ve kterých se rovněž vyskytují genderové stereotypy.
- Mužské pohlaví (Honzové, princové, apod.) - zažívají dobrodružství, většinou jdou do světa se záměrem najít si nevěstu. Jejich cesta k dosažení cíle není vůbec jednoduchá, většinou se musí vypořádat s nadpřirozenými silami v podobě zlých draků, černokněžníků apod. Vlastnosti spojovány s mužským pohlavím: například statečný, udatný, ušlechtilý.
- Ženské pohlaví (princezny, víly, apod.)-  ve většině případů zastává spíše pasivní funkci. Často se stává, že jsou vězněny zlými silami a čekají na záchranu příslušníka mužského pohlaví. Vlastnosti spojovány s ženským pohlavím: krásná, spanilá.[4]

## Gender ve škole
Ačkoliv se někdy zdá, že jsou instituce zaměřující se na vzdělávání vůči genderu neutrální i zde se vyskytuje určité genderové zatížení:
- Vybavení škol - vybavení, které je určené přímo dívkám nebo chlapcům, např. oddělené dívčí a chlapecké záchody, dívčí a chlapecké šatny atd.[5]
- Rozdílný přístup učitelů k dívkám a chlapcům - Děvčata jsou často považovány za „vzor slušnosti,” za nevhodné chování jsou častěji pokárány než chlapci. Právě k chlapcům bývají učitelé často tolerantnější, očekává se od nich, že budou zlobit.[6]
- Rozdělení úkolů- chlapci jsou častěji vyzýváni k úkolům, kde je potřeba síla, např. odnášení učebních pomůcek, atp. Dívky jsou zase spíše pověřovány úkoly, které jsou spojovány s pomocí druhým nebo kde je potřeba kreativita, např. pomoc s vytvářením nástěnky, pomoc samotnému učiteli, atp.[7]
- Komunikace - chlapcům je ve škole poskytován větší komunikační prostor. Je to i kvůli tomu, že jsou dívky považovány za pilnější a naopak u chlapců se můžeme častěji setkat s tím, že se věnují aktivitám, které nemají s výukou nic společného.[8]

Odkaz na genderové stereotypy je i patrný v šetřeních Českého statistického úřadu.
- Vysokoškolské vzdělání -  ženy dominují v oblasti zdravotnictví, farmacie, pedagogiky, sociální péče, humanitních a společenských věd. Muži pak mají větší zastoupení v technických oborech.
- Veřejný život a rozhodování - muži převažují jak v řídících funkcích na ministerstvech, tak i v armádě.

V českém prostředí realizovala výzkum genderových vztahů ve škole Lucie Jarkovská, která ve své knize Gender před tabulí ukazuje, že třída se neskládá jen z tichých a pracovitých dívek a zlobivých kluků, ale že gender je mnohem fluidnější kategorie.

### Představa dívek a chlapců o jejich budoucnosti
Irena Smetáčková provedla empirické šetření, ve kterém se snažila zjistit, jaké jsou představy dívek a chlapců o jejich budoucnosti. Ve svém šetření použila vzorek 98 žáků z pěti různých škol ve věku 13 až 15 let. Žáci měli za úkol popsat svůj den, až jim bude 30 let.
- Den dívek - většinou  začíná tím, že vstanou brzy ráno, připraví snídani pro celou rodinu, vzbudí děti a manžela, odvezou děti do školy a půjdou do práce. Po práci přijdou domů, poté uvaří večeři, uspí děti a uklízí. Dívky tedy na prvním místě uvádí péči o rodinu.
- Den chlapců - probíhá poněkud odlišně. Když ráno vstanou, nasnídají se (snídaně už je hotová), poté jsou do práce, z práce nejdou ihned domů, zastaví se ještě např. na fotbale. Po příchodu domů na ně čeká už večeře a poté se jsou dívat na televizi (takto odpovídaly 2/3 chlapců).